# Ga Bàn Cờ
Ga Bàn Cờ là một nhà ga xe lửa tại thành phố Uông Bí, tỉnh Quảng Ninh. Nhà ga là một điểm của đường sắt Kép - Cái Lân và nối với ga Uông Bí với ga Yên Cư.
| Ga trước Uông Bí | Đường sắt Việt Nam Đường sắt Kép - Cái Lân | Ga sau Yên Cư |